# Parkieten
Parkieten zijn kleine papegaaiachtigen met een lange staart ten opzichte van de lichaamslengte, de grasparkiet  (Melopsittacus undulatus) is waarschijnlijk de bekendste. Van oorsprong is de grasparkiet een inheemse vogel uit Australië. Deze vogel wordt in veel westerse landen gekweekt en in gevangenschap gehouden.

## Parkieten in Nederland
Sinds de jaren 1970 broeden er parkieten in het wild in Nederland. Drie soorten zijn goed onderzocht en daarover werd in 2025 door Sovon Vogelonderzoek Nederland uitgebreid gerapporteerd. Het gaat om deze soorten:
- Halsbandparkiet · Psittacula krameri
- Grote alexanderparkiet · Psittacula eupatria
- Monniksparkiet · Myiopsitta monachus

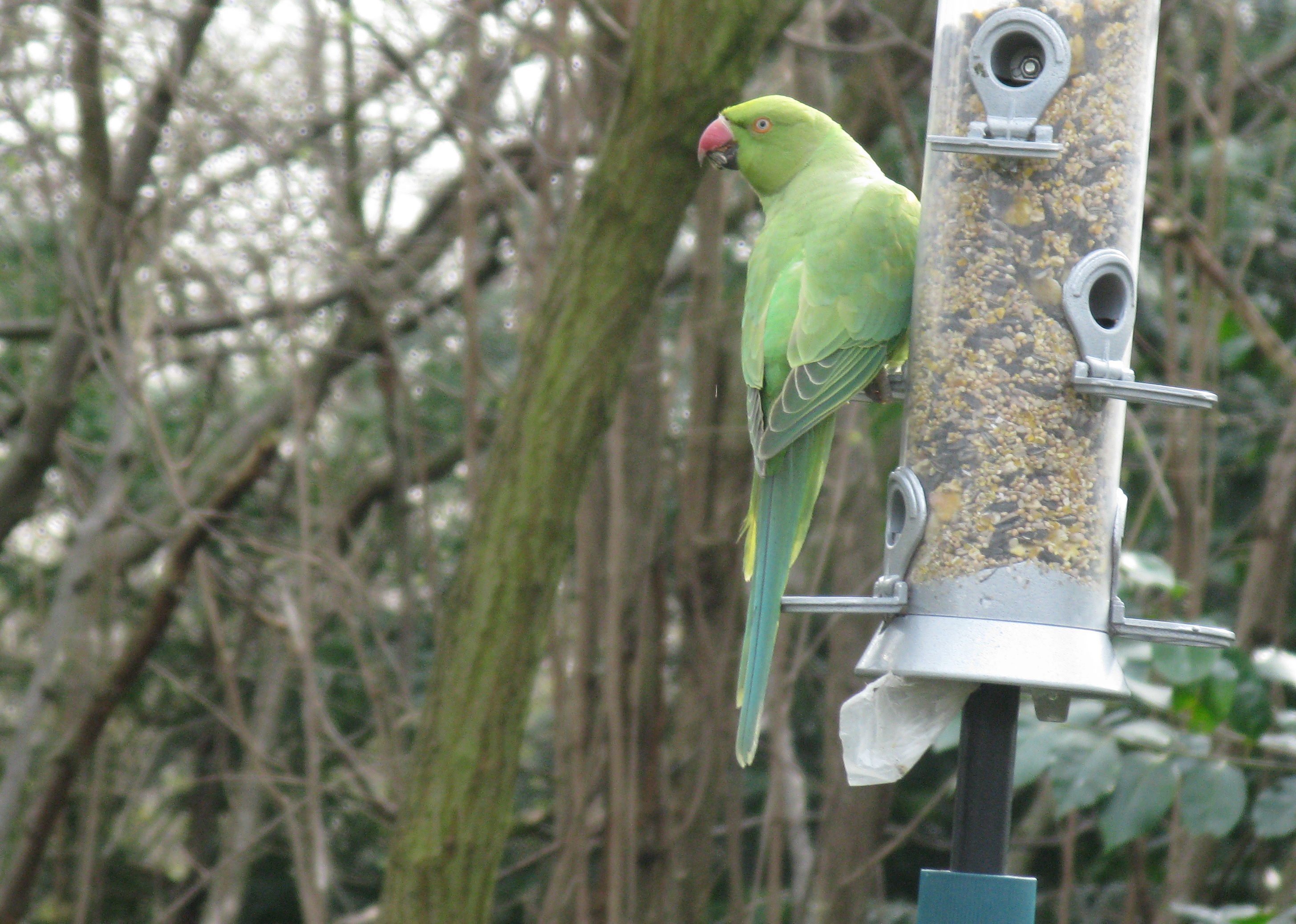
Halsbandparkiet bij voedersilo.
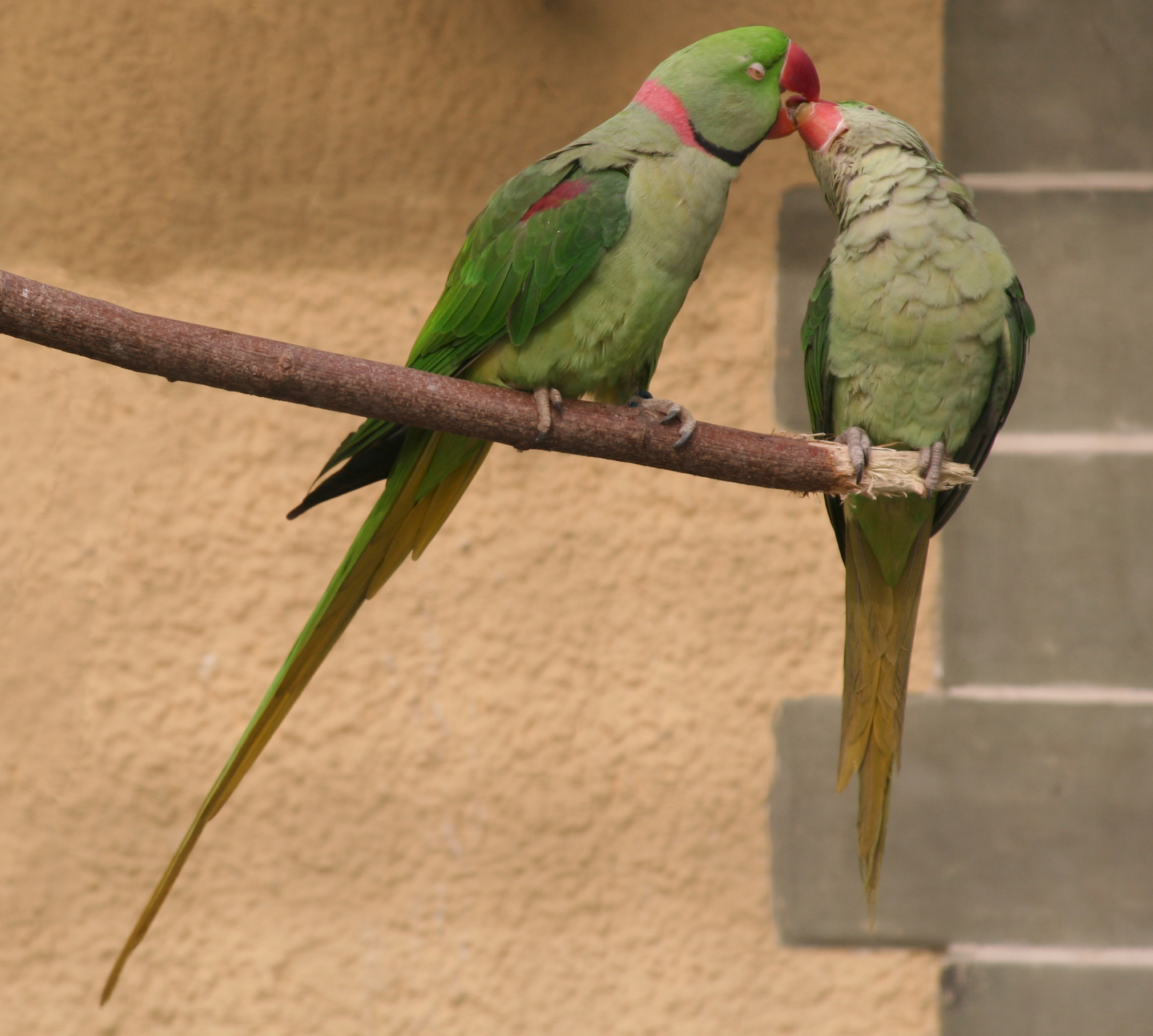
Grote alexanderparkiet.
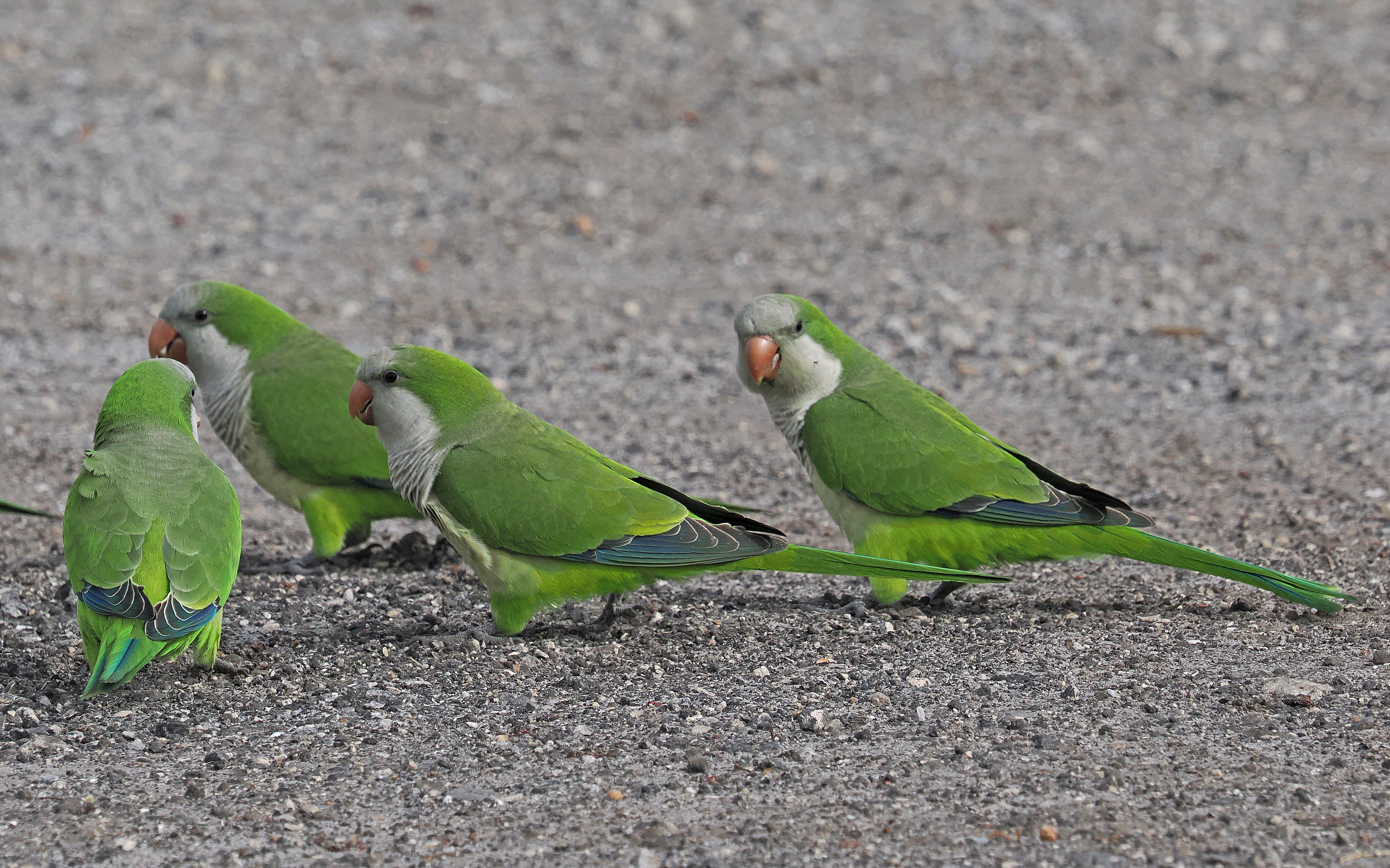
Monniksparkieten.

### Halsbandparkiet
Het eerste gedocumenteerde broedgeval (buiten gevangenschap) dateert van 1968 in Den Haag. In de jaren 1980 breidde de populatie zich geleidelijk uit tot enkele honderden individuen. In Amsterdam werden in 1976 halspbandparkieten losgelaten in het Vondelpark. Rond de eeuwwisseling werden daar al 70 vogels geteld op vaste voederplaatsen. Vanaf de winter van 2004/05 werden door Sovon tellingen op slaapplaatsen georganiseerd. Uit deze tellingen bleek dat de vogel zich voortdurend (als broedvogel) uitbreidt zowel in aantal als in de ruimte. In de periode 2004/5 -2025 (20 jaar) is de populatie vervijfvoudigd, dat komt neer op een jaarlijkse toename van meer dan 8%. Er zijn nu 27.500 tot 28.000 individuen. De vogels komen voornamelijk voor in de parken van de grote steden Amsterdam, Den Haag, Rotterdam, Utrecht en Eindhoven, maar ook in kleine plaatsen door heel Zuid-Holland, de zuidelijke helft van Noord-Holland en het westen van Utrecht. Verder rukt de soort op naar Het Gooi, Almere en zijn er geïsoleerde populaties in Eindhoven, Veldhoven, Middelburg (Zeeland), Vlissingen en in Coevorden (Drenthe).

### Grote alexanderparkiet
Van de grote alexanderparkiet is alleen in Amsterdam, in het Oosterpark een populatie. In 2013/14 werden daar meer dan 100 exemplaren geteld en tien jaar later telde men er 950 tot 980. Daarnaast zijn er incidentele waarnemingen in diverse steden.

### Monniksparkiet
Van deze uit Zuid-Amerika afkomstige parkiet zijn twee kolonies in Nederland bekend. Op het eiland Goeree in de gemeente Ouddorp werden in 2010/11 34 exemplaren en in 2024/25 30 tot 40 exemplaren geteld. In Apeldoorn zijn er in 2009/10 12 en in 2024/25 9 tot 15 exemplaren geteld. De indruk is dat deze populaties zich niet uitbreiden.

## Taxonomie
De term "parkiet" is een aanduiding voor kleinere papegaaiachtigen uit verschillende taxonomische groepen. Als een vogel parkiet heet, wil dat niet zeggen dat hij nauw verwant is met andere vogels die parkiet genoemd worden. Wel behoren alle vogels die parkiet genoemd worden tot de orde van de papegaaiachtigen (Psittaciformes).
Er zijn relatief kleine papagaaiachtigen die geen "parkiet" in de Nederlandse naam hebben zoals bijvoorbeeld de lori's, aratinga's, agapornissen, karariki's, muspapegaaien en margrietjes. Sommige middelgrote soorten heten in het Engels parrot (papegaai), maar in het Nederlands parkiet zoals de holenparkiet.
Daarom is de lijst hieronder geen volledig taxonomisch overzicht van de papaaiachtigen maar slechts een lijst van de in totaal 123 vogelsoorten met parkiet in de Nederlandse naam, ontleend aan de multilingual List van de IOC World Bird List (versie 15.1)

### Familie Cacetuidae (Kaketoes)
- Valkparkiet · Nymphicus hollandicus

### Familie Psittacidae (Papegaaien van Afrika en de Nieuwe Wereld)
- Aymaraparkiet · Psilopsiagon aymara
- Citroenparkiet · Psilopsiagon aurifrons
- Katharinaparkiet · Bolborhynchus lineola
- Tolimaparkiet · Bolborhynchus ferrugineifrons
- Andesparkiet · Bolborhynchus orbygnesius
- Tepuiparkiet · Nannopsittaca panychlora
- Amazoneparkiet · Nannopsittaca dachilleae
- Monniksparkiet · Myiopsitta monachus
- Klifparkiet · Myiopsitta luchsi
- Tuiparkiet · Brotogeris sanctithomae
- Tiricaparkiet · Brotogeris tirica
- Witvleugelparkiet · Brotogeris versicolurus
- Chiririparkiet · Brotogeris chiriri
- Vuurvleugelparkiet · Brotogeris pyrrhoptera
- Toviparkiet · Brotogeris jugularis
- Kobaltvleugelparkiet · Brotogeris cyanoptera
- Oranjevleugelparkiet · Brotogeris chrysoptera
- Paarsbuikparkiet · Triclaria malachitacea
- Blauwkeelparkiet · Pyrrhura cruentata
- Devilles parkiet · Pyrrhura devillei
- Bruinoorparkiet · Pyrrhura frontalis
- Parelparkiet · Pyrrhura lepida
- Karmozijnbuikparkiet · Pyrrhura perlata
- Groenwangparkiet · Pyrrhura molinae
- Pfrimers parkiet · Pyrrhura pfrimeri
- Grijsborstparkiet · Pyrrhura griseipectus
- Witoorparkiet · Pyrrhura leucotis
- Bonte parkiet · Pyrrhura picta
- Venezuelaparkiet · Pyrrhura emma
- Hellmayrs parkiet · Pyrrhura amazonum
- Prins Lucians parkiet · Pyrrhura lucianii
- Roodkruinparkiet · Pyrrhura roseifrons
- Santa-Martaparkiet · Pyrrhura viridicata
- Roodschouderparkiet · Pyrrhura egregia
- Zwartstaartparkiet · Pyrrhura melanura
- El-Oroparkiet · Pyrrhura orcesi
- Witnekparkiet · Pyrrhura albipectus
- Zwartkopparkiet · Pyrrhura rupicola
- Bruinborstparkiet · Pyrrhura calliptera
- Roodoorparkiet · Pyrrhura hoematotis
- Roodkopparkiet · Pyrrhura rhodocephala
- Hoffmanns parkiet · Pyrrhura hoffmanni
- Magelhaenparkiet · Enicognathus ferrugineus
- Langsnavelparkiet · Enicognathus leptorhynchus
- Holenparkiet · Cyanoliseus patagonus
- Araparkiet · Rhynchopsitta pachyrhyncha
- Grote araparkiet · Rhynchopsitta terrisi
- Goudvoorhoofdparkiet · Eupsittula aurea
- Maïsparkiet · Eupsittula pertinax
- Cactusparkiet · Eupsittula cactorum
- Carolinaparkiet · Conuropsis carolinensis
- Nandayparkiet · Aratinga nenday
- Zonparkiet · Aratinga solstitialis
- Zwavelborstparkiet · Aratinga maculata
- Jendayaparkiet · Aratinga jandaya
- Goudpluimparkiet · Leptosittaca branickii
- Geeloorparkiet · Ognorhynchus icterotis
- Goudparkiet · Guaruba guarouba

### Familie Psittaculidae (Papegaaien van de Oude Wereld)
- Barrabandparkiet · Polytelis swainsonii
- Regentparkiet of bergparkiet · Polytelis anthopeplus
- Prinses-van-Walesparkiet · Polytelis alexandrae
- Molukse koningsparkiet · Alisterus amboinensis
- Groenvleugelkoningsparkiet · Alisterus chloropterus
- Australische koningsparkiet · Alisterus scapularis
- Timorroodvleugelparkiet · Aprosmictus jonquillaceus
- Roodvleugelparkiet · Aprosmictus erythropterus
- Finsch' parkiet · Psittacula finschii
- Grijskopparkiet · Psittacula himalayana
- Bloesemkopparkiet · Psittacula roseata
- Pruimkopparkiet · Psittacula cyanocephala
- Alexanderparkiet · Psittacula alexandri
- Lord Derby's parkiet · Psittacula derbiana
- Langstaartparkiet · Psittacula longicauda
- Malabarparkiet · Psittacula columboides
- Smaragdparkiet · Psittacula calthrapae
- Grote alexanderparkiet · Psittacula eupatria
- Seychellenparkiet · Psittacula wardi
- Halsbandparkiet · Psittacula krameri
- Mauritiusparkiet · Psittacula eques
- Newtons parkiet · Psittacula exsul
- Blyths parkiet · Psittacula caniceps
- Thiriouxs parkiet · Psittacula bensoni
- Brehms tijgerparkiet · Psittacella brehmii
- Bruinkoptijgerparkiet · Psittacella picta
- Kleine tijgerparkiet · Psittacella modesta
- Madarasz' tijgerparkiet · Psittacella madaraszi
- Roodrugparkiet · Psephotus haematonotus
- Roodbuikparkiet · Northiella haematogaster
- Narethaparkiet · Northiella narethae
- Regenboogparkiet · Psephotellus varius
- Kapparkiet · Psephotellus dissimilis
- Geelschouderparkiet · Psephotellus chrysopterygius
- Paradijsparkiet · Psephotellus pulcherrimus
- Roodkapparkiet · Purpureicephalus spurius
- Port-lincolnparkiet · Barnardius zonarius
- Kandavuparkiet · Prosopeia splendens
- Maskerparkiet · Prosopeia personata
- Pompadourparkiet · Prosopeia tabuensis
- Hoornparkiet · Eunymphicus cornutus
- Ouvéahoornparkiet · Eunymphicus uvaeensis
- Bourkes parkiet · Neopsephotus bourkii
- Blauwvleugelparkiet · Neophema chrysostoma
- Prachtparkiet · Neophema elegans
- Rotsparkiet · Neophema petrophila
- Oranjebuikparkiet · Neophema chrysogaster
- Turkooisparkiet · Neophema pulchella
- Splendidparkiet · Neophema splendida
- Muskusparkiet · Glossopsitta concinna
- Grasparkiet · Melopsittacus undulatus
- Indische vleermuisparkiet · Loriculus vernalis
- Ceylonese vleermuisparkiet · Loriculus beryllinus
- Filipijnse vleermuisparkiet · Loriculus philippensis
- Camiguinvleermuisparkiet · Loriculus camiguinensis
- Suluvleermuisparkiet · Loriculus bonapartei
- Molukse vleermuisparkiet · Loriculus amabilis
- Sulavleermuisparkiet · Loriculus sclateri
- Sangirvleermuisparkiet · Loriculus catamene
- Schlegels vleermuisparkiet · Loriculus aurantiifrons
- Bismarckvleermuisparkiet · Loriculus tener
- Groene vleermuisparkiet · Loriculus exilis
- Javaanse vleermuisparkiet · Loriculus pusillus
- Floresvleermuisparkiet · Loriculus flosculus